# Futterroboter

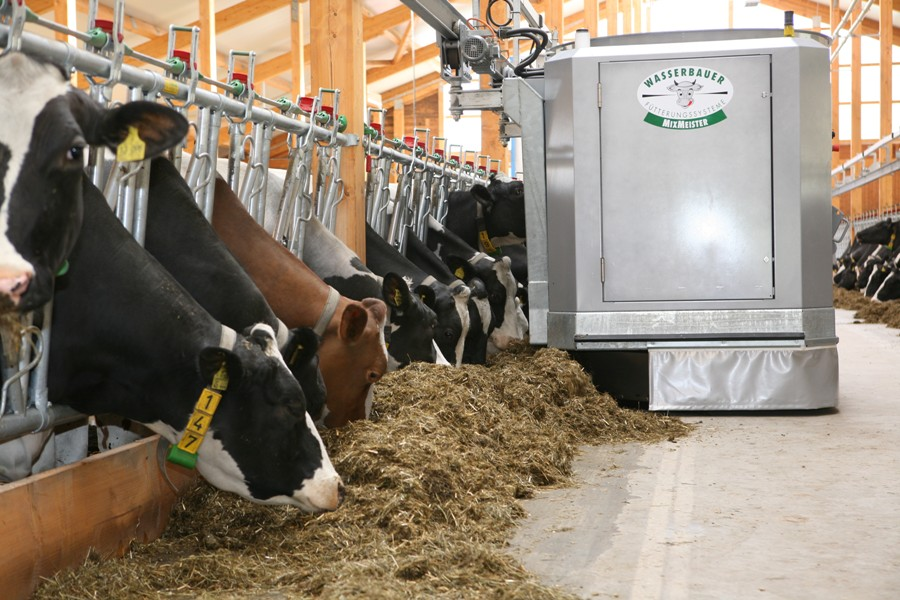
MixMeister3000

Ein Futterroboter, auch Fütterungsroboter, ist eine Einrichtung im Rindviehstall, welche die Fütterung der Tiere weitgehend automatisiert. Neben schon lange auf dem Markt befindlichen Kraftfutterstationen sind erste Geräte in der Lage, verschiedene Grundfuttermittel wie Maissilage oder Grassilage miteinander zu vermengen und den Tieren vorzulegen.

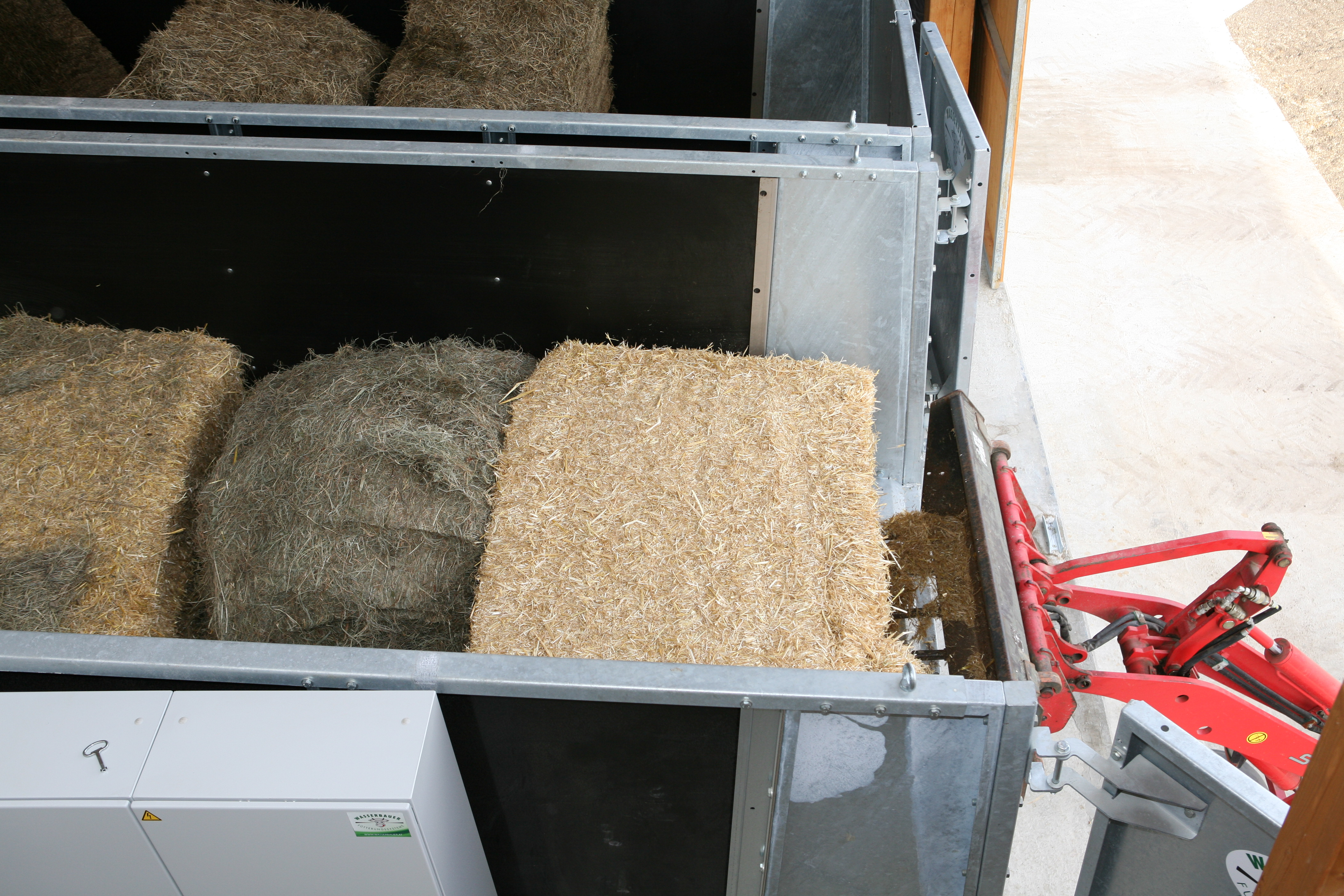
Vorratsbehälter

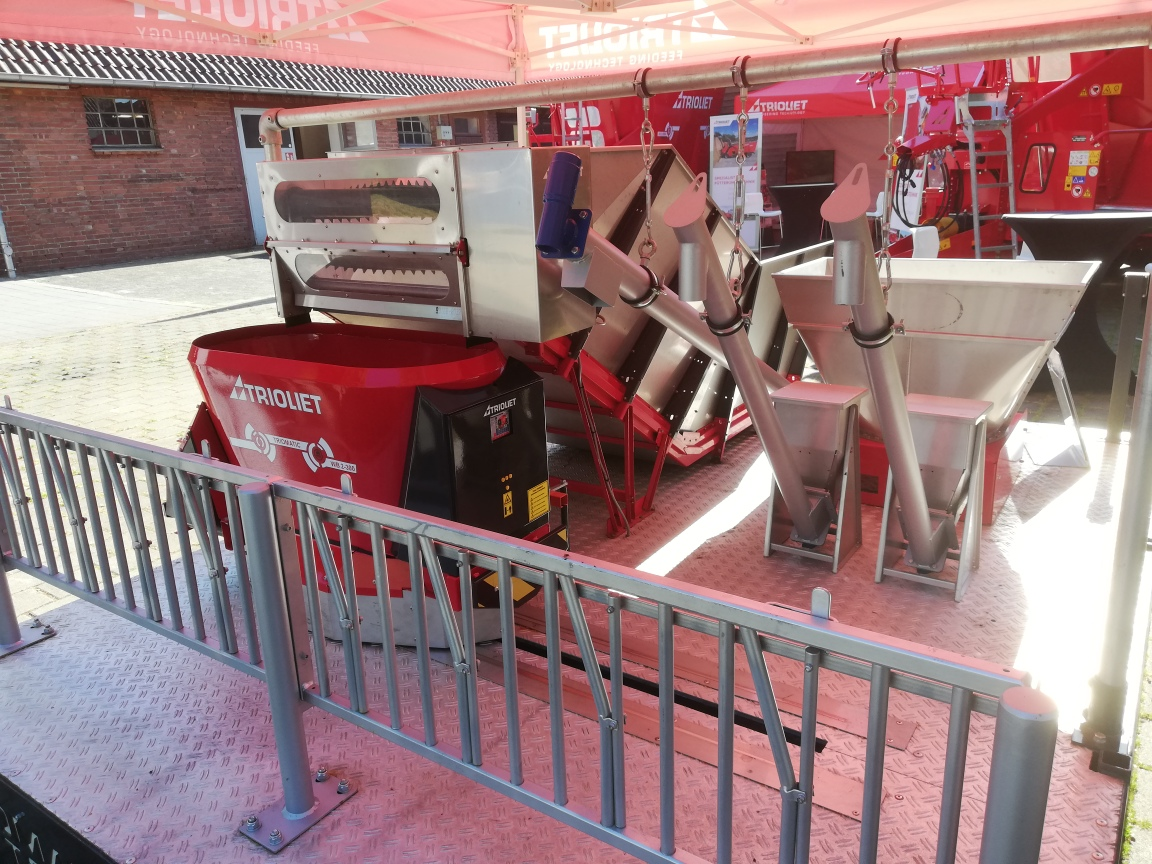
Modellbau einer Anlage

## Technik
Die meisten Systeme arbeiten mit eigenen Vorratsboxen, die im Abstand von einigen Tagen manuell befüllt werden müssen. Dies kann mit Siloblockschneidern oder mit Greifschaufeln geschehen. Die meist computergesteuerte Einrichtung erstellt anhand der Vorgaben die entsprechende Mischung, auch TMR genannt. Diese Mischeinheit, welche vom Aufbau her einem Futtermischwagen ähnelt, fährt den Futtertisch automatisiert entlang.

## Verfahrensvorteile
- Vorteilhaft ist die über den Tag verteilte Gabe von kleinen Mengen frischen Futters.
- Der Tierbestand kann in sehr kleine Gruppen eingeteilt werden, welche je nach Bedarf entsprechende Mengen der Komponenten erhalten.
- Auch Altgebäude mit schmalen Futtertischen können mit solchen Futterrobotern nachgerüstet werden, bei neuen Gebäuden steht mehr Raum für Liegeboxen zur Verfügung
- Der Mitarbeiter wird von der Aufgabe entlastet, Futterkomponenten bei jeder Mischung abzumessen.
- Die Zeiteinteilung auf dem Betrieb ist flexibler
- Futtermieten brauchen nur noch selten angefahren oder geöffnet zu werden.
- Für manche konventionellen Fütterungssysteme sind zwei Traktoren nötig. Hier ergibt sich Einsparungspotential.
- Ein Nachschieben des Futters ist aufgrund der häufigen Fütterung nicht nötig. Allein das Entfernen der Futterreste bleibt.
- Durch die filigranere Technik ist eine genauere Dosierung möglich als mit den gängigen Verfahren, welche hohe Schwankungen bei den Mengen kaum vermeiden können.

## Verfahrensnachteile
- In den Vorratskammern kommt es zur Nacherwärmung und zur vermehrten Bildung von Hefen und Schimmelpilzen.[1]
- Die Investitionskosten liegen zwischen 120.000 und 250.000 Euro für Kuhbestände zwischen 80 und 200 Kühen.[2]
- Je nach System werden Schienen auf den Futtertisch montiert, die einen Einsatz von konventionellen Futtermischwagen erschweren oder sogar unmöglich machen.